# Allantoïne
Allantoïne (systematische naam: 2,5-dioxo-4-imidazolidinylureum) komt in de natuur in tarwekiemen en smeerwortel voor en is zeer geliefd in de cosmetische en farmaceutische industrie.
Allantoïne zou beschadigd weefsel tot het vormen van nieuw weefsel prikkelen en de celdeling stimuleren.
Allantoïne is het eindproduct van de stofwisseling van stikstof bij sommige zoogdieren, en daarmee vergelijkbaar met ureum bij de mens. Het is een reservestof en transportstof voor stikstof bij de esdoorn.

## Synthese
Allantoïne kan langs verschillende wegen bereid worden, onder meer:
- door de oxidatie van urinezuur:

- door de oxidatie van glycoluril met behulp van waterstofperoxide en met een oplosbaar koperzout als katalysator[1]
- door de reactie in een waterige oplossing van glyoxylzuur (of een ester van glyoxylzuur) met ureum, in aanwezigheid van een mineraal zuur of een organisch sulfonzuur:[2]